# Henry Billingsley

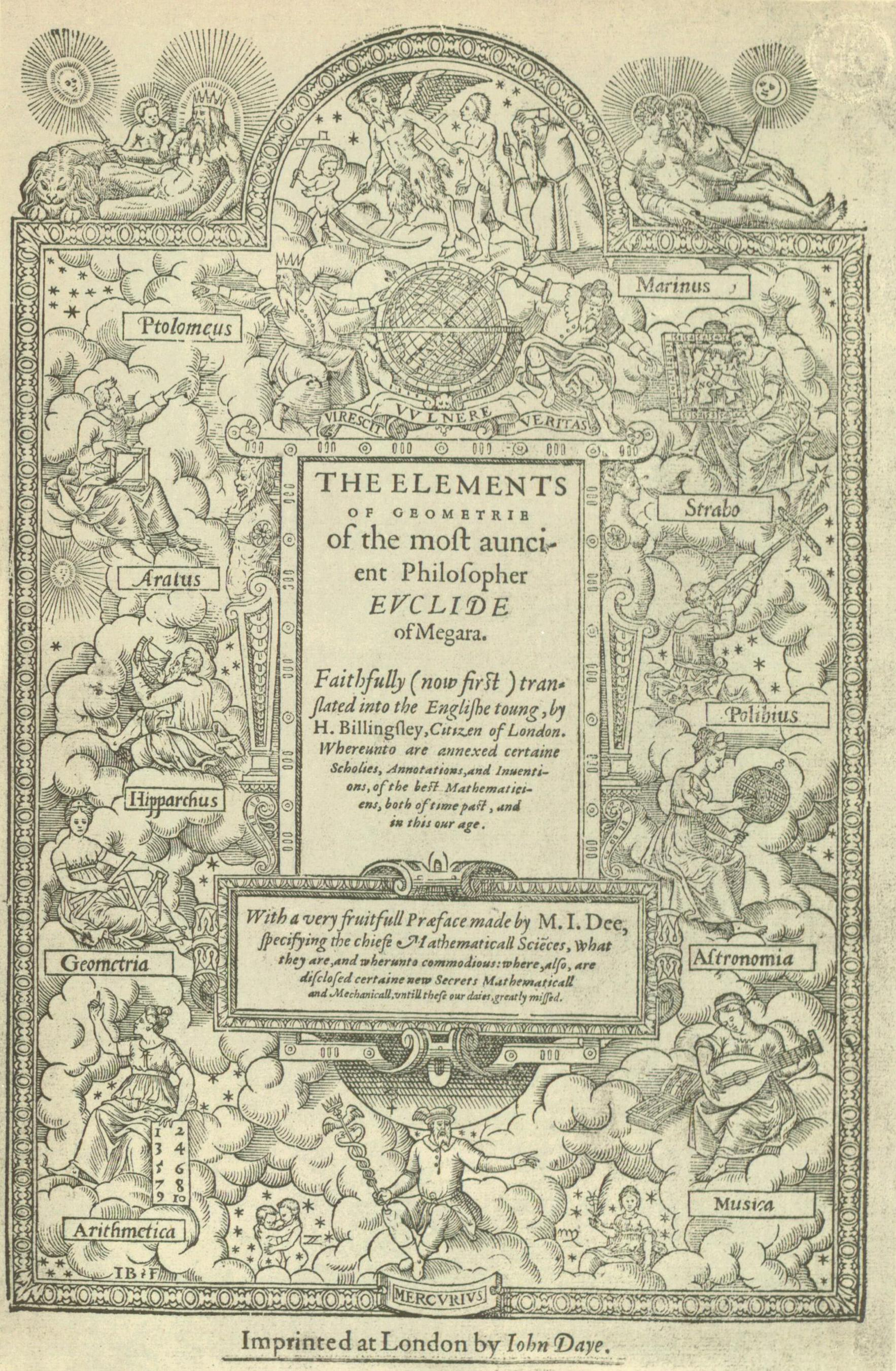
Prima pagină a traducerii Elementelor lui Euclid (1570)

Sir Henry Billingsley (n. ? - d. 22 noiembrie 1606) a fost un comerciant englez, primar al Londrei, cunoscut în special pentru traducerea Elementelor lui Euclid, prima de acest fel în engleză.
A studiat la Universitatea din Oxford matematica, la care a renunțat temporar, pentru a îndeplini dorința părinților de a parcurge cariera de maestru armurier, în care a avut succes.
A fost numit verificator, primar la Londra și a obținut de la Curtea regală titlul de baron.
Totuși s-a ocupat în continuare cu studiul matematicii, fiind îndrumat de matematicianul John Whitehead, care i-a lăsat manuscrisele drept moștenire.
Billingsley le-a publicat, însoțite de o prefață scrisă de John Dee.

## Carieră
Billingsley a prosperat ca negustor. El a devenit șeriful din Londra în 1584 și alderman al Turnului Ward în 1585. În 1589 a devenit unul dintre cei patru colecționari vamali ai lui Elizabeth. În 1596, el a fost urmat de Sir Thomas Skinner ca Lord Mayor din Londra. A fost căturat în anul următor. În 1603, el a stat în Parlament din Londra. El a fondat trei burse pentru studenții săraci din St. John's College și a fost președinte al Spitalului Sf. Thomas.

## Familie
Sa căsătorit de cinci ori și a avut cel puțin zece copii. Majoritatea copiilor lui s-au născut la prima căsătorie cu Elizabeth Bourne (care a murit în 1587). Cea de-a treia soție a lui Katherine Killigrew (care a murit în 1598) provenea dintr-o familie proeminentă din Cornwall, care avea sediul la Arwenack lângă Falmouth.

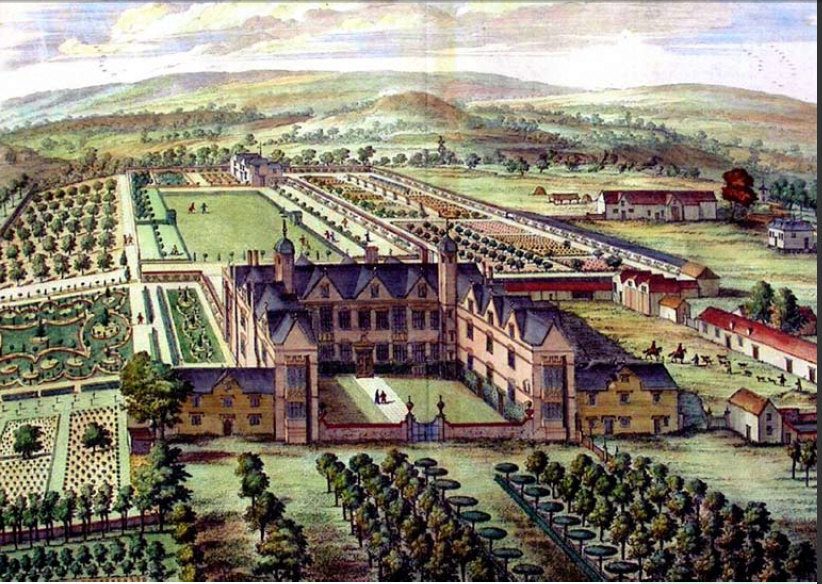
Siston Court în 1712

## Linkuri externe
- Several pictures of a copy of Billingsley's Euclid